# Урбах (Тюрингия)
Урбах (нем. Urbach) — община в Германии, в земле Тюрингия.
Входит в состав района Нордхаузен. Подчиняется управлению Гольдене Ауэ (Тюринген). Население составляет 939 человек (на 31 декабря 2010 года). Занимает площадь 25,26 км².